# Folkomröstningen om Kärnten

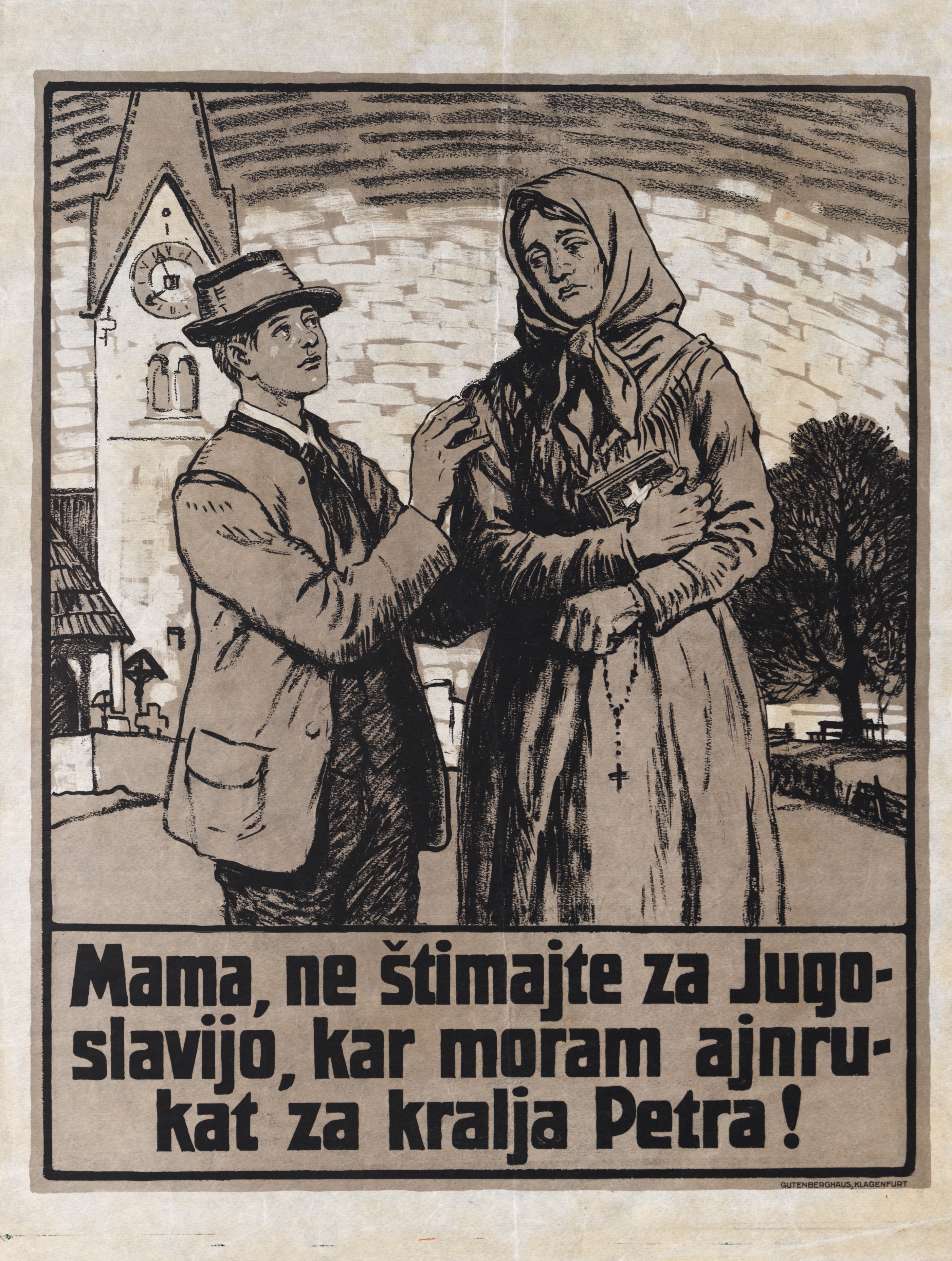
Österrikisk propagandaaffisch från 1920. Texten lyder: Mor, rösta ej för Jugoslavien, eller så kommer jag att värvas för kung Peter. Med sådana meddelande försökte den österrikiska sidan att övertyga väljarna att militära angelägenheter och blodtörstighet var något som var karakteristiskt för jugoslaverna, medan österrikarna och tyskarna skildrades som fredsälskande.

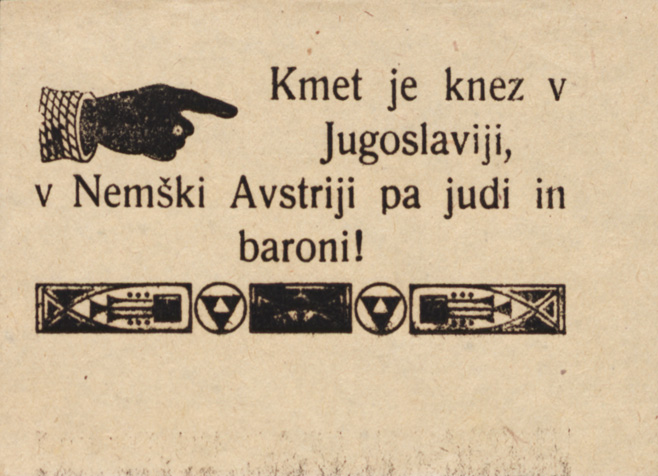
En jugoslavisk propagandaaffisch som lyder: I Jugoslavien är bonden prinsen. I tyska Österrike är det judarna och baronerna som är.

Folkomröstningen om Kärnten (tyska: Kärntner Volksabstimmung, slovenska: Koroški plebiscit) hölls 10 oktober 1920 som ett resultat av freden i Saint-Germain. Omröstningen avgjorde den slutgiltiga södra gränsen mellan Första republiken Österrike och det nyligen grundade Kungariket Jugoslavien.  Det ledde till att slovenskdominerade områden kom att tillhöra Österrike.

## Bakgrund
Efter det multietniska Österrike-Ungerns förlust i första världskriget grundades nya stater i dess forna territorium. Bland dessa var det internationellt icke-erkända Slovenernas, kroaternas och serbernas stat, som under krigets avslutande dagar grundades enligt 1917 års Korfudeklaration, och som uppgick med Kungariket Serbien för bildandet av det sydslaviska Kungariket Jugoslavien 1 december 1918.
Beslutandet av de nya ländernas gränser var komplext och svårt, och gick inte alltid fredligt till: Medan den nordöstra gränsen för Kungariket Italien redan hade beslutats 1915 i fördraget i London, var gränsen mellan Jugoslavien och Österrike desto svårare att lösa. Den amerikanske presidenten Woodrow Wilson förespråkade nationellt självbestämmande, vilket togs upp av såväl slovenerna som österrikarna i Kärnten, Steiermark och Krain. De stigande spänningarna kulminerade i blodigt våld mellan de olika etniska grupperna i sydöstra Kärnten.
I synnerhet Kärntenfrågan hade blivit ett problem i krigets slutskede, då händelserna utvecklades snabbt med slovenska territoriella anspråk på området 17 oktober 1918. Dessa anspråk nekades av den provisoriska lantdagen i Kärnten 25 oktober 1918, då man hävdade områdets tillhörighet till Tyskösterrike. Från och med femte november rörde sig jugoslaviska styrkor in i den del av Kärnten som dominerades av slovesktalande, från Karawankerna till bortom Drava. Lantdagen flydde då Klagenfurt till det mer nordöstliga Spittal an der Drau och krävde ett officiell självbestämmande, vilket i detta fall syftade på en folkomröstning i området med blandad befolkning.
Med den jugoslaviska ockupationen av sydöstra Kärnten utvecklades konflikten till väpnade sammanstötningar. Det provisoriska styrandet i Kärnten under guvernör Arthur Lemisch beslutade att försvara den södra gränsen. Bittra strider uppstod vid Arnoldstein och Ferlach, och Arthur Lemisch varnade Ententen. De iståndsatte en vapenvila, varefter en nio dagar lång kommission under den amerikanske löjtnanten Sherman Miles sattes igång med att man rekognoscerade området mellan floden och bergen under januari och februari 1919, och kom med avgörande rekommendationen om ett återställande av gränsen vid Karawankerna, och öppnade för möjligheten av en folkomröstning. Jugoslaviska representanter uppmanade till en gräns vid Drava, medan amerikanska representanter förespråkade ett bevarande av enhetligheten av Klagenfurts flodbassäng, som sedan övertalade den brittiska och franska representationen. Fram till 7 maj utrymdes området. När jugoslaviska styrkor under general Rudolf Maister 28 maj 1919 åter försökte ta sig in i området tvingades de av Ententen att dra sig tillbaka.
Frågan var huruvida den betydelsefulla slovensktalande majoriteten i förbundslandets sydöstra region i det angränsande Karawankerna skulle rösta för en union med Österrike eller om majoriteten önskade att gå med i nyligen bildade Jugoslavien eller inte. Detta var i stora drag som en konsekvens av den ökande romantiska nationalismen under den Österrike-ungerska monarkin som idén om ett Slovenien uppstod, vilket refererade till de medeltida slaviska Karantanien. En gemensam stat med andra sydslaviska folk sågs som den mest accepterade kompromissen av dessa nationalistiska rörelser.

## Omröstningen

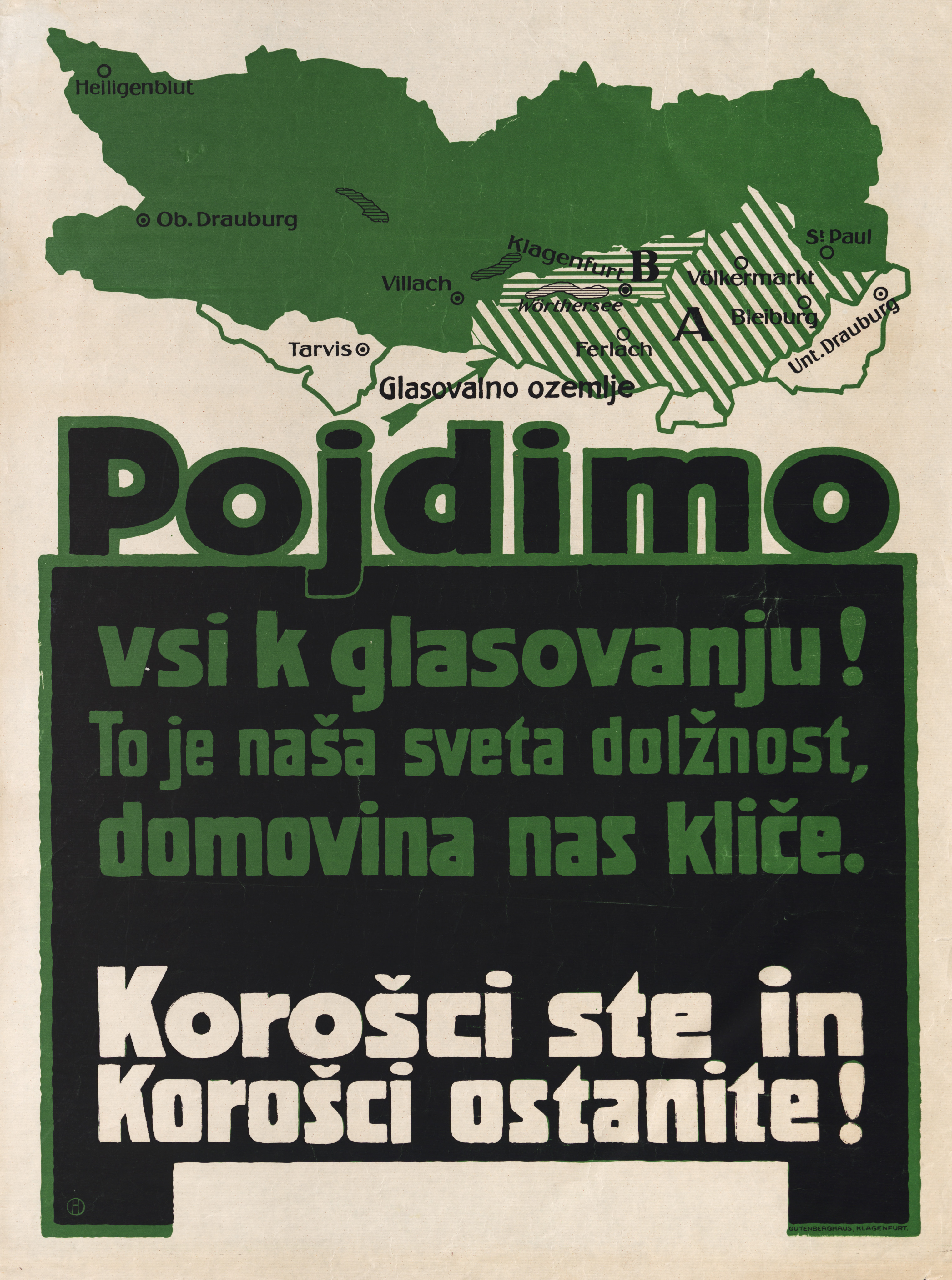
En affisch på slovenska (Låt oss gå och rösta! Det är vår heliga plikt, vårt hemland kallar på oss. Ni är invånare i Kärnten, och ni bör förbli invånare i Kärnten!), med zon A och B.

Freden i Saint-Germain med republiken Österrike som skrevs under 10 september 1919 skulle ha avgjort den österrikisk-jugoslaviska gränsen. Det fastställdes att små områden i Kärnten, t.ex. floden Meža (Mießtal), staden Dravograd (Unterdrauburg) och kommunen Jezersko (Seeland) skulle överföras till det jugoslaviska kungadömet, medan ödet för det mer vida sydöstra Kärnten var mer ovisst, och skulle avgöras i folkomröstningen.
Genom det allierade önskemålet att konflikten skulle lösas på ett fredligt vis delades sydöstra Kärnten in i två zoner, A i söder och B i norr. En tvåstegsomröstning skulle hållas och avgöra annektering av antingen Österrike eller Jugoslavien. En omröstning skulle endast hållas i den mindre Zon B ifall majoriteten av invånarna i Zon A skulle ha röstat för en jugoslavisk annektering. Befolkningen i Zon A var övervägande slovenskspråkig, och enligt den förkrigstida österrikiska befolkningsräkningen från år 1910 talade 70 % av befolkningen slovenska som modersmål, medan antalet etniska slovener antagligen var högre. De tysktalande var koncentrerade i staden Völkermarkt och vissa små orter, framförallt Bleiburg (slovenska: Pliberk) och Ferlach (Borovlje).
Innan själva omröstningen genomförde bägge sidor omfattande propagandakampanjer. Den österrikiska propagandan betonade på de ekonomiska fördelarna av Kärntens sammanhållning, och vädjade till känslorna för Kärntens enhetlighet och broderskapet mellan de slovensk- och tysktalande folken i Kärnten. Utfört i den lokala slovenska dialekten lovade österrikisk propaganda ett det slovenska språket och nationella identiteten skulle behandlas likadant som tyskan i Österrike, vilket även antogs officiellt av Landtagen i Kärnten två veckor före omröstningen. Den österrikiska propagandan tenderade att vara anti-Jugoslavien, och föreställde läget i Jugoslavien som kaosartat. Jugoslavisk propaganda argumenterade nästan enbart om Sloveniens nationella uppvaknande. I begynnelsen av valkampanjen låg fokuset på att vara antitysk, till att närmare folkomröstningen framförallt handla om ekonomiska spörsmål. Man kunde ej använda politisk instabilitet i den unga republiken Österrike, eller dess svaga position i det internationella samfundet som argument.
Trots att sex månader hade angetts som max innan en omröstning skulle hållas i fredsfördraget i Saint-Germain hölls inte omröstningen förrän 10 oktober 1920. Utöver ändrandet av omröstningens datum ändrades eller ignorerades andra villkor från fredsfördraget: En österrikisk representant accepterades in i kommissionen, och regler angående att ej tillåta en jugoslavisk militärkontroll av Zon A ändrades 8 juni 1920. Istället tvingades den jugoslaviska armén att dra sig tillbaka från Zon A i enighet av omröstningskommissionen 18 september 1920. Ändringar kan också ha gjorts i röstlängderna vilket tillät folk från den norra Zon B att rösta i Zon A, vilket var till Österrikes fördel. Under de följande årtiondena skulle bägge sidor fortsätta att tolka och instrumentalisera folkomröstningens förhållanden på sitt eget sätt.

## Resultat
I folkomröstningen som hölls 10 oktober röstade 22 025 eller 59,1 % av befolkningen för att fortsätta vara en del av Österrike, medan 15 279 eller 40,9 % röstade för kungadömet Jugoslaviens annektering. Vid antagandet att den hela tysktalande minoriteten röstat för Österrikes fördel så hade då även hälften av alla slovener röstat för att stanna i republiken. Medan en majoritet i de avlägsna alpinska byarna i Karawankerna hade röstat för Jugoslavien, hade invånarna i det mer tätbebodda området utanför bergen valt att stanna i republiken. Anledningen till att så många slovener röstade för att stanna i Österrike berodde framförallt på de redan utvecklade sociala och kulturella men även ekonomiska förbindelser man hade med Österrike. Klagenfurt var även för Zon A det ekonomiska och infrastrukturella centrumet. Den jugoslaviska gränsmarkeringen hotade även att splittra familjer. Tro- och mentalitetsskillnader, och Österrikes demokratiska statsform samt högre utvecklingsgrad och välstånd såväl som att skyddet för minoriteter var bättre i Österrike spelade en stor roll.   
|             | för Österrike | för Jugoslavien |
| ----------- | ------------- | --------------- |
| Rosegg      | 1 980         | 2 318           |
| Ferlach     | 6 427         | 4 981           |
| Völkermarkt | 8 306         | 2 444           |
| Bleiburg    | 5 312         | 5 535           |
| Totalt      | 22 025        | 15 278          |

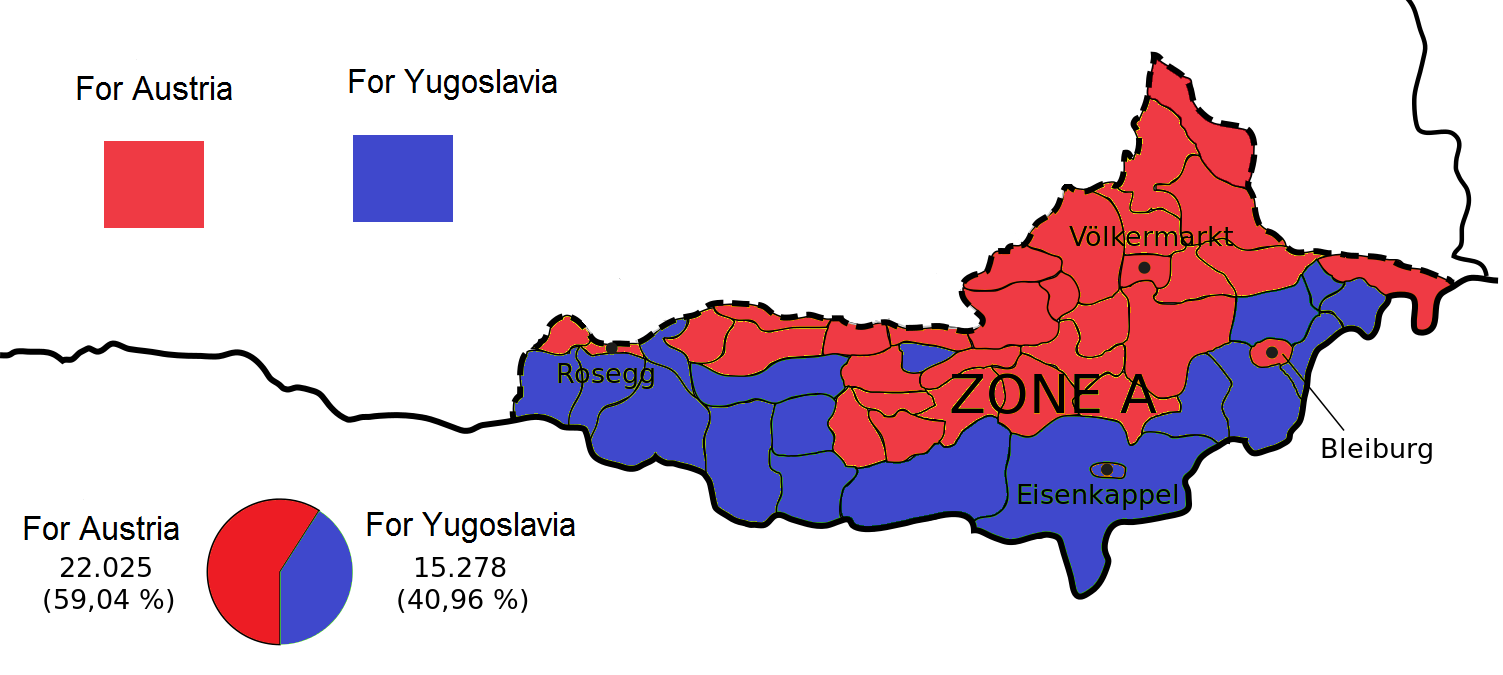
Resultat efter kommun
För Jugoslavien
För Österrike

Efter att den österrikiska opinionen lyckats erhålla majoritet i den slovenskdominerade Zon A genomfördes ej den andra delen av omröstningen i den norra Zon B som huvudsakligen beboddes av tysktalande. Ett ytterligare jugoslaviskt försök till att ta kontroll över området förkastades kraftigt av Ententen. Hela Kärnten sattes under österrikisk administration 18 november 1920 och förklarades som en del av den österrikiska republiken 22 november. Idag firas fortfarande 10 oktober som en helgdag i Kärnten.
Folkomröstningen angjorde slutligen gränsen mellan Österrike och Jugoslavien, och gränsen hölls orörd efter andra världskriget, även om Kungadömet Jugoslavien ersattes med Josip Broz Titos Socialistiska federativa republiken Jugoslavien och för att kort ockuperas av jugoslaviska partisaner. Även Klagenfurt var under kort ockupation. Sedan Jugoslaviens upplösning har gränsen skilt Österrike och Slovenien.